# Charles Ardant du Picq
Charles Jean Jacques Joseph Ardant du Picq (Périgueux, 19 de octubre de 1821 - Metz, 18 de agosto de 1870) era un coronel y teórico militar francés.

## Biografía
Charles Ardant du Picq nace en una familia sin ninguna tradición militar.
Apasionado por la historia, entra en noviembre de 1842 en la Escuela Especial Militar de Saint-Cyr y sale de ella con el grado de subteniente.
Participa en la Guerra de Crimea del 29 de marzo de 1854 al 27 de mayo de 1856. Es hecho prisionero en Sebastopol el 8 de septiembre de 1855 y es liberado el 13 de diciembre.
De septiembre de 1860 hasta junio de 1861, participa en la campaña de Siria.
Es herido gravemente en combate en Longeville-lès-Metz el 15 de agosto de 1870 cuando su unidad atraviesa la Mosela en dirección a Verdun. Tiene una pierna fracturada y el muslo abierto por el estallido de un obús disparado por baterías alemanas situadas en los altos de Montigny. Fallece en el hospital militar de Metz el 18 de agosto de 1870.
Es ancestro de la actriz Fanny Ardant.

## Doctrina
Lo esencial de su doctrina está expuesto en su libro Études sur le Combat ("Estudios sobre el combate") donde compara "guerra antigua" y "guerra moderna".
Su idea maestra consiste en demostrar que mientras que el combate antiguo estaba fundado sobre el duelo cara a cara, el combate moderno, de por su tecnología, aleja a los dos contendientes que ya no se ven y que actúan el uno sobre el otro a distancia. El hecho de no poder ver al adversario conduce a que el luchador esté librado a sí mismo y que su potencia reposa sobre su fuerza moral. Dicho de otra forma, el combate depende ante todo del ser humano y en particular de su psicología (« Estudiemos pues al hombre en el combate pues es él quien hace lo real »). En efecto, para Ardant du Picq, la derrota es ante todo una ruptura psicológica debida en particular al miedo y que genera desorden, confusión y pánico. Para luchar contra ese miedo y tomar la ventaja, es necesario educar la fuerza moral de los soldados por medio de la disciplina, la confianza y la solidaridad. La victoria se fundamenta pues sobre la educación del soldado que debe ser comandado de forma eficiente por sus superiores.
Ardant du Picq se sitúa pues deliberadamente en una perspectiva muy diferente del pensamiento militar dominante de su época, todavía marcada por la época de Napoleón y fundada sobre la superioridad de número y de medios. No se priva de criticar la teoría de los « grandes batallones ». Su método es a la vez muy científico y muy moderno ya que extrae sus conclusiones de cuestionarios que difunde a sus oficiales, suboficiales y soldados que han hecho la guerra.

### Importancia de su doctrina hoy en día
Después de 140 años, Ardant du Picq es un pensador militar especialmente moderno y pertinente por la visión que tiene de la violencia guerrera y de la psicología del combatiente. Su perspectiva « microestratégica », vista desde el combatiente, rompe con las « macroestratégias » que favorecen la maniobra de masas y de números. Su sitio es pues preponderante en las bibliotecas militares, en particular en los anglosajones.

## Obra
- Charles Ardant Du Picq, Études sur le combat, París, Champ libre, 1978.
- Charles Ardant Du Picq, Études sur le combat, consulta en Gallica